# Cryptodius kelleri
Cryptodius kelleri är en kräftdjursart som först beskrevs av Brüggen 1907.  Cryptodius kelleri ingår i släktet Cryptodius och familjen Odiidae. Inga underarter finns listade i Catalogue of Life.